# Die drei anderen Jahreszeiten
Die drei anderen Jahreszeiten ist ein DDR-Dokumentarfilm aus dem Jahr 1980 über das Leben der Fischer in der Gemeinde Gager auf der Ostseeinsel Rügen.

## Handlung
Im Sommer bestimmen die vielen Urlauber das Leben der Einheimischen in Gager. In den drei anderen Jahreszeiten wird viel gearbeitet, vor allem beim Fischfang, von dem die meisten Familien hier leben.
Die Bewohner des Ortes erzählen Geschichten aus ihrem Alltag, z. B.:
- Die Frau eines jungen Fischers hat gerade ein Kind bekommen.
- Ein älterer Fischer erzählt, wie er als junger Mann durch einen Unfall auf einem Auge blind wurde.
- Der Schäfer erzählt von einem Schneesturm, bei dem seine Herde fünf Tage in einem Wald eingeschlossen war, bis sie mit vereinten Kräften der Bewohner befreit werden konnte.
- Die Bürgermeisterin und ihr Mann schildern die Schwierigkeiten mit den Behörden, wenn es darum geht, Maßnahmen zum Wohle der Bewohner durchzusetzen.

## Produktion
Der Film wurde vom DEFA-Studio für Dokumentarfilme produziert und ab dem 5. Dezember 1980 aufgeführt. 2020 erschien er mit vier anderen Dokumentarfilmen auf der DVD Die DDR in Originalaufnahmen: Unsere Insel Rügen, produziert von Icestorm Entertainment.